# Flaga Prezydenta Czech

Flaga Prezydenta Czech

Flaga Prezydenta Czech lub sztandar Prezydenta Republiki Czeskiej jest (zgodnie z ustawą nr 3/1993, w sprawie symboli państwowych Republiki Czeskiej), oficjalnym państwowym symbolem Czech.
Jego autorem (a także wcześniejszych flag Prezydenta Republiki Czech i Słowacji) był czeski heraldyk Jiří Louda.

## Opis
Oficjalny opis:

Flaga Prezydenta Republiki jest biała, a jej obramowanie składa się z powojników naprzemiennie białych, czerwonych i niebieskich. Na środku białego pola znajduje się duży emblemat narodowy. Poniżej biały (srebrny) napis PRAWDA ZWYCIĘŻA na czerwonej wstążce podpartej żółtymi (złotymi) gałęziami lipy.

## Użycie
Jedynym legalnym użytkownikiem sztandaru jest Prezydent Czech. Warunki użytkowania flagi zostały określone w ustawie nr 355/2001 w sprawie używania symboli państwowych Republiki Czeskiej.
Można użyć flagi Prezydenta do wskazania:
- siedziby Prezydenta podczas jego obecności w Czechach,
- środków transportu wykorzystywanych przez Prezydenta.

### Prezydenci
Opisanej wyżej flagi używali następujący prezydenci:
- 1993–2003 Václav Havel
- 2003–2013 Václav Klaus
- od 2013 Miloš Zeman

## Rozwój historyczny

### Czechosłowacja
|  | Flaga Prezydenta Czechosłowacji używana w latach 1918–1939. Z tej flagi korzystali: Tomáš Garrigue Masaryk, Edvard Beneš i Emil Hácha. Oficjalny opis zgodnie z ustawą nr 252/1920 z dnia 30 marca 1920 r. ustanawiającą przepisy dotyczące flagi narodowej, znaków narodowych i pieczęci: Szandar prezydenta jest biały z krawędzią składającą się z powojników na przemian białych, czerwonych i niebieskich. Na środku białego pola wpleciono duży emblemat narodowy. |

### Protektorat Czech i Moraw
|  | Wraz z utworzeniem Protektoratu Czech i Moraw flaga prezydenta została zmieniona dekretem rządu nr 222/1939. Flagi tej używał Emil Hácha. Sztandar prezydenta jest kwadratowy, biały, z większym godłem Protektoratu Czech i Moraw. |

### Czechosłowacja
|  | Po II wojnie światowej w latach 1945–1960 prezydenci Republiki Czechosłowackiej używali flagi prezydenckiej z przedwojennej Czechosłowacji. Paradoksalnie na tej fladze znajdował się Wielki emblemat Republiki Czechosłowackiej, a na drugim polu tylnej tarczy herb Rusi Podkarpackiej, która została przyłączona do Związku Radzieckiego w 1945 r. Flagi tej używali Edvard Beneš, Klement Gottwald, Antonín Zápotocký i Antonín Novotný. |

### Czechosłowacka Republika Socjalistyczna
|  | Flaga prezydenta Czechosłowackiej Republiki Socjalistycznej używana w latach 1960–1990. Flagi tej używali Antonín Novotný, Ludvík Svoboda a Gustáv Husák. Oficjalny opis: Sztandar Prezydenta Republiki jest biały, z ramką białych, niebieskich i czerwonych pól. W jego centrum znajduje się godło państwowe, po bokach lipowe gałęzie. Pod godłem narodowym znajduje się napis „Prawda zwycięża” na czerwonej wstążce. Litery napisu są barwy złotej. |

### Czeska i Słowacka Republika Federacyjna
|  | Flaga prezydenta Czeskiej i Słowackiej Republiki Federacyjnej używana w latach 1990–1992. Flagi tej używał Václav Havel. Napis na wstążce zapisano po łacinie, aby uniknąć dwujęzyczności, dzięki czemu jednocześnie uniknięto preferowania języka czeskiego kosztem słowackiego i odwrotnie. Oficjalny opis: Sztandar Prezydenta Republiki Czesko-Słowackiej jest biały z ramką składającą się na przemian z białych, czerwonych i niebieskich powojników. Godło Republiki Czesko-Słowackiej jest tkane pośrodku białego pola. Poniżej czerwony napis „VERITAS VINCIT” na czerwonej wstążce. Nad obydwoma końcami wstążki znajdują się złote gałązki lipy o dwóch liściach. Sztandar prezydenta ma format kwadratowy. |

## Nadużycie flagi
Kodeks karny nie zawiera przepisów regulujących czyn znieważenia symboli państwowych (w tym sztandaru Prezydenta Republiki). Ustawa o użyciu symboli państwowych z 2001 r. stanowi, że za „niewłaściwe użycie, celowe uszkodzenie lub rażące nadużycie symboli państwowych Republiki Czeskiej można nałożyć grzywnę w wysokości do dziesięciu tysięcy koron”.